# Ajdabiya

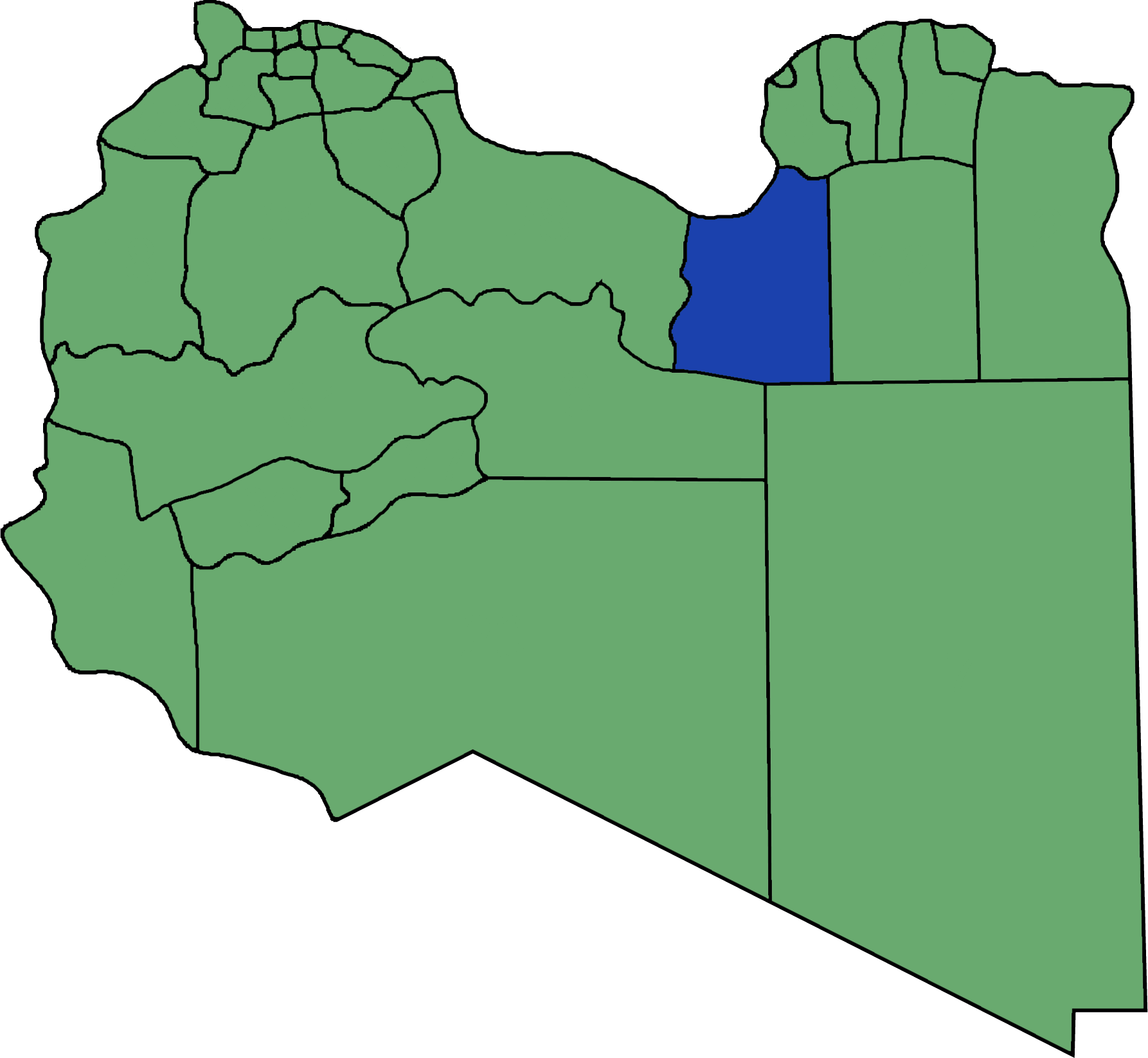
Kommunen Ajdabiyas läge i Libyen

Ajdabiya är en stad i Libyen med 140 558 invånare (år 2006). Den är huvudort i distriktet Al Wahat.